# Motionless in White
Motionless in White  — американський метал-гурт з міста Скрентон, штат Пенсільванія. Колектив був заснований 2005 року й став відомий завдяки похмурим текстам і готичній зовнішності учасників. Зараз «Motionless in White» записуються на Roadrunner Records і випустили два EP і шість повноформатних альбомів. Їх альбом Creatures досяг 175 позиції в Billboard 200 2010 року.

## Історія

### Створення іThe Whorror(2005–2007)
Motionless in White були засновані в 2005 році Крісом Motionless (Черуллі), Анджело Паренте, Френком Поламбо і Майком Костанзо в школі. З часом звучання колективу змінювалося і опинялося під впливом гуртів, що грають альтернативний рок, емо і пост-хардкор. У гурті встигли побувати багато друзів учасників, поки не склався остаточний склад, який почав грати металкор з елементами готичної музики і індастріалу, що було добре помітно в демо-записі, яку гурт записав в 2005 році.
Колектив багато разів виступав на Warped Tour 2006 і через рік випустив свій перший EP The Whorror на Masquerade Recordings.
Назва гурту відсилається до пісні Motionless and White гурту Eighteen Visions.

### When love met destruction(2008–2009)
Після туру в підтримку альбому The Whorror у Motionless in White було в запасі достатньо пісень для запису повноформатного альбому. Їм заважав той факт, що вони як і раніше були підписані на місцевому лейблі, але це не зупинило гурт в роботі над матеріалом. Альбом отримав назву When love met destruction, який був записаний в 2008 році і мав вийти тоді ж, але він так і не отримав дату офіційного релізу, бо всі пісні були викладені в інтернет раніше терміну. Після цього гурт гастролював протягом року з такими колективами, як August Burns Red, Asking Alexandria і багатьма іншими. 
Ці виступи привернули увагу відомішого лейбла Tragic Hero Records, на який гурт і підписався до того, як перейшла на Fearless Records наприкінці 2008 року. На цей момент Motionless in White вирішили перезаписати шість з одинадцяти треків, які були в альбомі When love met destruction, і випустити цей матеріал у вигляді EP-альбому, який вийшов 17 лютого 2009 року на Tragic Hero Records. Першим синглом гурту стала пісня «Ghost in the mirror». На цей трек було знято відео. Після випуску EP гурт вирушив в тур на рік.

### Поламбо покидає колектив. Creatures (2009–2010)
Після випуску When love met destruction гурт покинув басист Френк Поламбо через те, що втратив інтерес до звучання гурту. Новим басистом колективу став Ріккі «Horror» Олсон (Richard Olson), що приєднався до гурту в жовтні 2009 року. Через кілька місяців Motionless in White розпочали записувати перший повноформатний альбом Creatures з продюсером Ендрю Уейдом. Першим синглом з альбому став «London in terror», прем'єра якого відбулася на сайті Fearnet.
Creatures вийшов 12 жовтня 2010 на Fearless Records і посів 175 місце в Billboard Top 200 чарті і шосте місце в Heatseekers чарті за перший тиждень продажів. Фронтмен колективу заявив, що «цей альбом для всіх тих, хто хоч раз мав проблеми щодо того, як одягається, виглядає або що слухає. І це те, про що цей альбом». Гурт залучив своїх слухачів для написання тексту однойменного треку з альбому. На початку 2010 року гурт вирушив в тур з Drop Dead, Gorgeous, Sky Eats Airplane, 4 дня з якого провела на Vans Warped Tour 2010 року, після чого влітку вирушила в тур з Asking Alexandria і Born of Osiris. У жовтні гурт виступав з Black Veil Brides і після цього в листопаді об'єдналася в один тур з A Skylit Drive. 2011 року Motionless in White повернулися в рідне місто з презентацією альбому.

### Вихід Белла з гурту і нові прем'єри кліпів (2010–2011)
4 травня 2011 року гурт покинув гітарист Томас Джозеф «TJ» Белл. За словами самого Белла, причиною цього стала його зайнятість в якості сесійного музиканта в Escape the Fate. Він повинен був зустрітися з Motionless in White в Орландо під кінець туру, але замість цього він був в Лос-Анджелесі через фінансові проблеми. На думку інших учасників гурту, Белл порушив графік виступів і поставив їх під загрозу зриву через свою зайнятість в Escape the Fate і навіть не попередив гурт, що він не зможе бути з ними протягом двох тижнів. Motionless in White були змушені виступати з одним гітаристом в складі. Їх виступ розпочався з фрази: «Якби наш виступ не сильно залежав від другого гітариста, то це було б просто чудово. Але, на жаль, зараз ми виступаємо з одним гітаристом, через це наше шоу сильно постраждає. Ми вирішили, що TJ повинен піти».
Після того як Белл покинув гурт, його місце зайняв Олсон. У червні Motionless in White анонсували короткий фільм про роботу над заголовним треком Creatures. Сам кліп був знятий Стівеном Пентою і містив «інтенсивний характер». Гурт описав відео, як щось в стилі перших відео Marilyn Manson і Nine Inch Nails.
У турі місце бас-гітариста зайняв сесійний музикант Девін Сола, а Олсон став грати на гітарі. Відео на трек «Puppets» було записано в Лас-Вегасі 21 серпня 2011 року. Відео на «Immaculate Misconception» вийшло 11 листопада 2011 року (11/11/11). Ді Снайдер, вокаліст гурту Twisted Sister, виступив в якості запрошеного гостя, а його син Коді — в якості режисера. Сола був затверджений як новий басист гурту 27 листопада 2011 року.

### Infamous і Deluxe Edition (2012–2013)
На початку 2012 року було оголошено про те, що перевидання Creatures вийде 2 квітня. Також гурт заявив, що продюсерами їх майбутнього альбому стануть Тім Сколд і Джейсон Суекоф.
В кінці квітня стала відома дата виходу нового альбому — 13 листопада. Альбом отримав назву Infamous. Перший сингл під назвою Devil's Night вийшов 25 вересня.
10 червня 2013 року вийшла Deluxe Edition — версія альбому Infamous, яка включала в себе оригінальні 12 пісень, але вже перекладені, 2 нових треки, радіо-версію синглу A-M-E-R-I-C-A і 3 ремікси, за авторством Celldweller, Combichrist і Ricky Horror. Також були перезаписані барабанні партії до всіх треків новим учасником гурту — Брендоном «Rage» Ріхтером.

### Reincarnate (2014)
Новий альбом Motionless In White, який отримав назву «Reincarnate», вийшов 16 вересня. Деякі пісні були записані з учасниками інших гуртів. Так, трек «Puppets 3 (The Grand Finale)» виконує Дені Філс з Cradle of Filth, трек «Contempress» записаний за участю Марії Брінк з In This Moment, а «Final Dictvm» записаний з Тімом Скольдом. На трек «Reincarnate» створений кліп. Вихід кліпу на трек «Break the cycle» відбувся 19 лютого 2015 року.
Звучання гурту в альбомі більше відноситься до індастріал-металу і альтернативного металу.

### Graveyard ShiftтаDisguise(2016–2021)

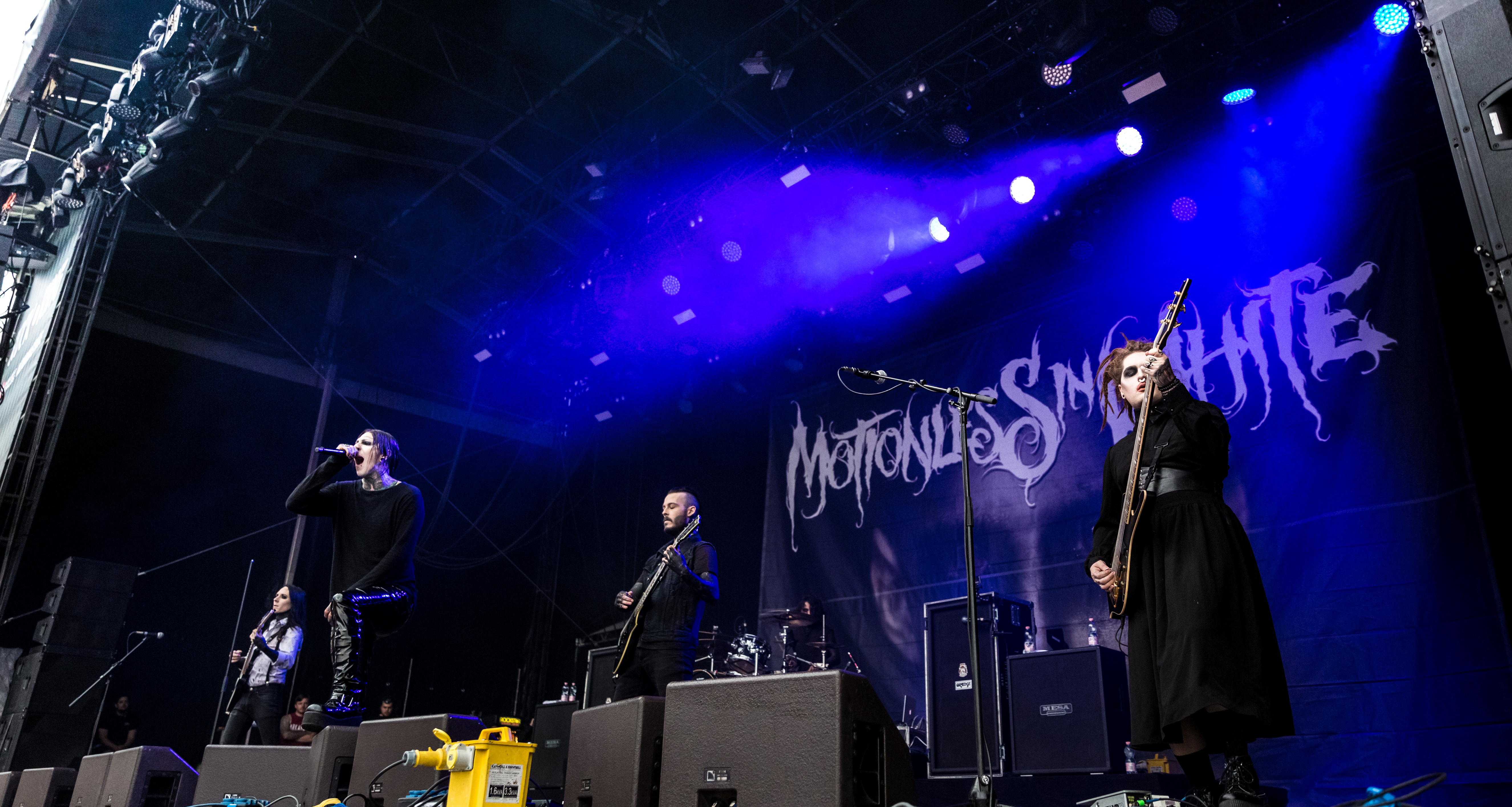
Motionless in White наживо на Rock am Ring 2017

24 червня 2016 року гурт випустив сингл «570» і трохи пізніше, 13 липня, відео до нього. Нові релізи гурту з цього моменту виходять на Roadrunner Records. Через деякий час було оголошено назву нового альбому, а також Кріс, фронтмен гурту, записав відео, в якому оголосив конкурс, за задумом якого, шанувальники гурту могли взяти участь у створенні обкладинки нового альбому Motionless In White, де переможець отримає велику грошову винагороду, а також можливість особисто побачитися з гуртом.
В інтерв'ю журналу Alternative Press Кріс заявив наступне: "Мені здається, що саме цей альбом ми зможемо назвати найціліснішою роботою. Всі вже знають, що ми не любимо дотримуватися одного стилю, — у кожного з нас широкий спектр музичних уподобань, які так чи інакше впливають на створювану нами музику, тому ми поставили перед собою мету спробувати себе в кожному з можливих напрямків. Можу сказати, що цей альбом буде набагато важчий останніх двох. У новому альбомі, в порівнянні з попередніми, буде набагато менше повільних, мелодичних треків. У ньому буде не так багато інструментальної музики, не так багато електроніки, — знову ж таки, повторюся, що, можливо, все це знову з'явиться в наших наступних роботах, просто зараз ми вирішили взяти трохи інший курс. " 
У січні клавішник Джош Болз у своєму інстаграмі повідомив, що залишає гурт, в якій грав з моменту її заснування. Таким чином, Кріс Motionless залишається єдиним учасником оригінального складу Motionless In White. На живих виступах на зміну Болзу прийшла Мері-Крістін Аллард.
25 січня гурт випускає другий сингл з нового альбому під назвою «Eternally Yours».
27 січня стала відома точна дата виходу четвертого альбому під назвою «Graveyard Shift» — 5 травня 2017.
17 квітня гурт анонсував свій новий альбом Disguise, реліз якого відбувся 7 червня 2019 року. Того ж дня вони випустили два сингли з альбому: «Disguised», прем'єра якого відбулася за кілька днів до цього на фестивалі Earthday Birthday в Орландо, і «Brand New Numb».

### 2022 — дотепер:Scoring the End of the World
7 березня 2022 року гурт оголосив, що планує випустити нову музику в п'ятницю, 11 березня, з 30-секундним відео-тизером, що натякає на потенційно нову музику. Того ж дня гурт офіційно випустив сингл «Cyberhex» за участю Ліндсі Школкрафт разом із відеокліпом на нього. У той же час вони офіційно випустили обкладинку і трек-лист шостого студійного альбому Scoring the End of the World, який вийшов 10 червня 2022 року.
14 квітня гурт представив другий сингл «Masterpiece» і відеокліп на нього. 13 травня гурт випустив третій сингл «Slaughterhouse» за участю Брайана Гарріса з Knocked Loose. 3 червня, за тиждень до релізу альбому, гурт випустив титульний трек «Scoring the End of the World» за участю Міка Гордона.
У квітні 2023 року гурт оголосив про спільний з In This Moment літній тур під назвою «The Dark Horizon Tour». Всього через кілька тижнів гурт оголосив про осінній тур з Knocked Loose, After the Burial і Alpha Wolf під назвою «The Touring The End of the World Tour». 7 липня 2023 року гурт оголосив про делюкс-видання альбому, реліз якого заплановано на 8 вересня 2023 року. Тоді ж гурт офіційно оприлюднив трек-лист альбому.

## Стиль
Стиль Motionless in White можна визначити як металкор/постгардкор з впливом готичної музики і індастріалу. Fearnet описали стиль як «готичний металкор» і «горор-метал». Самі музиканти заявляють, що на них вплинули: Misfits, Bleeding Through, Cradle of Filth, Himsa, The Black Dahlia Murder, Marilyn Manson і Eighteen Visions. Структура пісень складається з складних рифів з бласт-бітами і брейкдаунами. Похмуру атмосферу треків підкреслюють клавіші. Тематика текстів містить у собі історії про жахи, серцеві переживання і божевілля в поєднанні з фантастикою.

## Дискографія
Студійні альбоми
- Creatures (2010)
- Infamous (2012)
- Reincarnate (2014)
- Graveyard Shift (2017)
- Disguise (2019)
- Scoring The End Of The World (2022)

EP
- The Whorror (2007, Masquerade)
- When love met destruction (2009, Tragic Hero)

## Склад
Учасники
- Кріс «Motionless» Черуллі — вокал (з 2005)
- Райан Сітковські — гітара (з 2008)
- Ріккі «Horror» Олсон — гітара, бек-вокал (з 2011), бас (2009—2011)
- Вінні Мауро — ударні (з 2014)
- Томас «TJ» Белл — гітара, бек-вокал (2007—2011) бас, бек-вокал (концертний учасник з 2018)

Колишні учасники
- Френк Поламбо — бас (2005—2009)
- Майк Костанза — гітара (2005—2008)
- Анджело Паренте — ударні (2005—2013)
- Брендон Ріхтер — ударні (2013—2014)
- Джош Болз — клавішні (2006—2017)
- Девін «Ghost» Сола — бас, бек-вокал (2011—2018)

Сесійні і концертні учасники
- Кімбер Перріш — бас (2011)
- Пабло Сегура — ударні (2012)
- Том Хейн — ударні (2014)
- Мері-Крістін Аллард — клавішні (2017)

Шкала